# 中西大輔
中西 大輔（なかにし だいすけ、1970年〈昭和45年〉 -）は、兵庫県出身の自転車での冒険家。日本アドベンチャーサイクリストクラブ（JACC）所属。植村直己冒険賞を受賞。

## 略歴
1970年、兵庫県川西市に生まれる。小学校4年生の時初めて二輪の自転車に乗れるようになる。兵庫県立川西北陵高等学校在学時代に毎日片道約10kmを自転車で通学する。このころ植村直己に憧れ著書を何度も読み返す。
1988年に追手門学院大学経済学部に入学するとニューサイクリング部に入部し日本全国を自転車（ランドナー）で走行する。3年生の夏休みに自転車で単独アメリカ合衆国横断を達成したのを皮切りに卒業までに海外20カ国を走破し世界一周自転車行の夢をいだく。
1992年に大学を卒業後、大和ハウス工業に入社するが6年後に退職し1998年7月念願の自転車（キャンピング車）での世界一周に出発する。
アラスカをスタートし北米、南米、ヨーロッパ、アフリカ、アジア、オセアニアと6大陸走破後さらに南米に戻り北米、ヨーロッパ、アフリカ、アジアを走行し11年後2009年10月11日に最終地大阪へと帰ってくる。但し、11年の間に3度日本へ一時帰国している。そしてこの日地球体験ペダリアン大賞を受賞する。130カ国訪問、走行距離は151,849キロ。

## 著書
- 『世界130カ国自転車旅行』 文藝春秋 2010年 ISBN 9784166607839